# Amsterdam
 For alternative betydninger, se Amsterdam (flertydig). (Se også artikler, som begynder med Amsterdam)
Amsterdam er Nederlandenes (Hollands) hovedstad og største by. Den nederlandske forfatning anerkender Amsterdam som landets hovedstad, men ikke som regeringsby. Den rolle har byen Haag. Amsterdam har 921.468 (2023) indbyggere, mens det større hovedstadsområde Storamsterdam har 2.915.114 (2022) indbyggere. Byen ligger i provinsen Noord-Holland i den vestlige del af Nederlandene, men tjener ikke som provinsens hovedstad, som i stedet er Haarlem. Storamsterdam udgøres først og fremmest af den nordlige del af Randstad, der med sine 7 millioner indbyggere er en af Europas største bysammenvoksninger.Kommunens landareal er på over 165 kvadratkilometer, samlede areal (land og vand) over 219. Den sydøstlige del er en eksklave i forhold til resten af kommunen.
Navnet Amsterdam er afledt af Amstelredamme, der hentyder til, at byen oprindeligt lå rundt om en dæmning i floden Amstel. Amsterdam opstod som et lille fiskersamfund i slutningen af det 12. århundrede, men blev under den nederlandske guldalder i 1600-tallet en af verdens vigtigste havnebyer. Det skyldtes først og fremmest dens innovative handelsmetoder. På denne tid var Amsterdam et førende finans- og diamantcentrum. I det 19. og 20. århundrede udvidedes byen, og mange nye kvarterer og forstæder skød op. Kanalerne fra det 17. århundrede og forsvarsværkerne fra det 19. og 20. århundrede er i dag på UNESCOs Verdensarvsliste. Siden indlemmelsen af byen Sloten i 1921, har den ældste del af Amsterdam ligget i Sloten (9. århundrede).
Amsterdam er Nederlandenes vigtigste handelscentrum samt en af Europas vigtigste finanscentre. Globalization and World Cities (GaWC) regner den for en såkaldt alfa-verdensby. Byen er også Nederlandenes kulturelle centrum. Mange af Nederlandenes største institutioner residerer i byen, og syv ud af verdens 500 største virksomheder, bl.a. Philips og ING, har deres hovedkvarterer i Amsterdam. The Economist kårede i 2012 Amsterdam til at være verdens 2. bedste by at bo i, mens Mercer rangerer den på en 12. plads. I 2009 blev Amsterdam kåret til den 3. mest innovative by i verden af et australsk innovationsbureau. Amsterdams havn er fortsat landets anden største samt den femte største i Europa. Af berømte bysbørn bør bl.a. Anne Frank, Rembrandt van Rijn, Vincent van Gogh og Baruch de Spinoza nævnes.
Amsterdams børs, som er verdens ældste børs, ligger stadig i byens centrum. Amsterdam har mange store seværdigheder, bl.a. de historiske kanaler, en række af landet mest besøgte museer som Rijksmuseum, Van Gogh-museet, Stedelijk, Eremitagen i Amsterdam, Anne Franks Hus, Amsterdams Museum, red-light-distriktet, og de mange såkaldt coffeeshops. Disse attraktioner tiltrækker omkring 5 millioner internationale besøgende hvert år. Amsterdam er med sine mindst 177 nationaliteter verdens mest multikulturelle by.

## Historie
Amsterdams tidligste historie kan spores til et tidspunkt i 1200-tallet, hvor der var et mindre fiskersamfund ved åen Amstels bredder. I 1204 opførte Giesebrecht II, herre til Amstelland, borgen "t'Aemstel", og senere anlagde hans søn en dæmning, eller "dam", der lukkede åen for vandet fra IJfjorden, for at skabe en havn ved Amstels udløb.
Amsterdam omtales første gang 1275, da grev Floris 5. af Holland gav den begrænsede privilegier under navnet Amstelledamme. I 1296 kom byen, som herren af Amstel havde haft i len, direkte under greven af Holland. Sin første forfatning fik byen i 1300, og i det følgende århundrede medfulgte yderligere privilegier.
Byen tog ivrig del i handelen på Østersøen. På Skånemarkedet var amsterdammerne de mest fremtrædende blandt de hollandske købmænd. Byen var dog ikke medlem af Hanseforbundet, men handlede ivrigt med de deltagende byer. I 1481-1494 blev der bygget en bymur for at befæste byen. Muren blev bygget af bystyret på opfordring af Maximilian 1. af det Tysk-romerske rige som ønskede at byen skulle være bedre beskyttet. De Waag og Schreierstoren er rester efter to af portene.
I 1500-tallet blev byen et fristed for religiøse, der var forfulgt i deres hjemland, bl.a jøder fra Spanien og Portugal, som flygtede fra den spanske inkvisition og huguenotter fra Frankrig. Jøderne grundlagde en omfattende diamanthandel, som byen dog stort set mistede efter anden verdenskrig grundet deportationen af den jødiske befolkning. Med diamanthandlen fik byen et nyt opsving, som også nød godt af den stadigt stigende Østersøhandel. Da den nederlandske frihedskrig (1568–1648) brød ud, holdt Amsterdam sig en tid tilbage, og først i 1578 sluttede den sig til oprøret. Da Antwerpen blev erobret af Spanien i 1585 og dens handel ødelagt, slap Amsterdam for sin største konkurrent, og nogle af købmændene fra de erobrede provinser flygtede til Amsterdam, hvorved byens egentlige storhedstid begyndte. Mellem 1585 og 1595 skete der næsten en fordobling af byens indbyggerantal.
I 1600-tallet var byen en af verdens ledende finans- og søfartsbyer samt centrum for landets kolonirige. I 1602 oprettedes det ostindiske Handelskompagni og i 1621 det vestindiske Handelskompagni; i 1622 havde Amsterdam 100.000 indbyggere og var en af Europas største byer. Amsterdam gjorde kraftig modstand mod statholdernes overgreb. Prins Vilhelm 2. af Oranien erobrede dog byen i 1650, mens et tilsvarende forsøg mislykkedes for Ludvig 14. af Frankrig i 1672.
Ved midten af det 18. århundrede var Amsterdam Europas førende handelsby, men i 1787 blev den erobret af preusserne, igen i 1795 af franskmændene og derefter blev den gjort til hovedstad i den Bataviske Republik og i 1808 ligeledes i Kongeriget Holland. Da dette i 1810 forenedes med det Franske kejserrige under Napoleon, blev Amsterdam fællesrigets tredjestørste by. Napoleonstiden medførte dog en betydelig nedgang i handel og befolkningstal. Efter etableringen af Kongeriget Nederlandene som en selvstændig stat i 1815 kom der igen en stabil udvikling, og Amsterdam blev atter en af verdens rigeste byer. Slutningen af 1800-tallet bliver derfor af og til betegnet som Amsterdams anden guldalder.
Kort før første verdenskrig blev der bygget nye forstæder. Under krigen var Holland neutral, men led lige som resten af Europa under mad- og brændselsmangel. Manglerne udløste større oprør, hvori flere mennesker blev dræbt.
I anden verdenskrig invaderede Tyskland Holland den 10. maj 1940 og opnåede kontrol over landet fem dage efter. Tyskerne indsatte et nazistisk civilt styre i Amsterdam, der bl.a. forfulgte jøderne, hvilket fik nogle mennesker i Amsterdam til at hjælpe jøderne, hvormed de også selv risikerede forfølgelse. Det skønnes at ca. 107.000 jøder blev deporteret fra Holland til koncentrationslejrene, heriblandt en ung tysk pige ved navn Anne Frank, der posthumt er blevet berømt for sin dagbog. Kun omkring 5.000 af de deporterede hollandske jøder overlevede krigen. I de sidste måneder af krigen brød kommunikationen med resten af landet ned, og det blev svært at skaffe mad og brændsel. Hunde, katte og rå sukkerroer blev spist for at holde sig i live, og de fleste træer i Amsterdam blev fældet for at skaffe brændsel. Ligeledes blev alt træ taget fra de deporteredes hjem.
Efter anden verdenskrigs ødelæggelser blev byen genopbygget. Den kulturelle revolution i 1960’erne og 1970’erne gjorde Amsterdam til magisch centrum (magisk centrum) i Europa grundet at ”blød” narkotika var tolereret. I perioden var husbesættelser ligeledes udbredte. Husbesættelserne ledte til opgør med udlejerne, hvoraf nogen havde forbindelser til mafiaen, og demonstrationer mod regeringen og kongehuset. I løbet af 1980’erne steg antallet af udenlandske indbyggere kraftigt, primært personer fra Surinam, Tyrkiet og Marokko. I denne periode tog udflytningen til forstæderne ligeledes fart, og Amsterdam udviklede sig fra at være en relativ fattig hollandsk by til at være en af de rigeste grundet den øgede procentdel af serviceerhverv i forhold til industrierhverv.
I 1992 styrtede et fragtfly fra El Al ned i Bijlmermeerområdet i Amsterdam Zuidoost. Katastrofen kostede 43 personer livet og kaldes Bijlmerramp.
Efter årtusindeskiftet begyndte sociale problemer som sikkerhed, etnisk diskrimination og opdeling mellem religiøse og sociale grupper at udvikle sig. 45% af befolkningen i Amsterdam har ikke-hollandske forældre. Amsterdam er karakteriseret ved en (tilsyneladende) accept af social og kulturel tolerance. Den sociale tolerance blev bragt i fare efter mordet på den hollandske filmskaber Theo van Gogh i 2004 af Mohammed Bouyeri, en islamisk fundamentalist. Borgmesteren i Amsterdam, Job Cohen, og hans oldermand for integration Ahmed Aboutaleb formulerede en politik der skulle "holde ting sammen" og involverede social dialog, tolerance og hårde straffe til dem, der brød loven.

## Geografi
Byen Amsterdam ligger ved bredderne af floderne Amstel og Schinkel samt ved IJ-søen.
Amsterdam spreder sig ud syd for Amsterdam hovedbanegård, der ligger ved IJ-søen. Hovedgaden hedder Damrak og leder ud i Rokin. Området øst for Damrak er det ældste område og er kendt som de Wallen ("murene") efter de middelalderlige mure omkring byen – dette område indeholder bl.a. byens red-light district. Syd for de Wallen ligger det gamle jødiske kvarter Waterlooplein. Et område, oprindeligt fra det 17. århundrede, kendt som Grachtengordel, der bl.a. inkluderer tre koncentriske kanaler, omkranser byens hjerte. Udenfor Grachtengordel ligger bydelene Jordaan og Pijp, som oprindeligt blev bygget til arbejdere, men som nu er befolket af studerende, kunstnere og familier, som vil lidt væk fra centrum, og disse bydele udgør tilsammen latinerkvarteret. Øst for Grachtengordel ligger Museumplein, der rummer byens vigtigste museer, og Vondelpark, der er en park fra det 19. århundrede opkaldt efter den hollandske forfatter Joost van den Vondel.
Flere dele af byen og det omgivende område ligger på koge og kan kendes på dets suffiks -meer, der betyder 'sø', som fx Aalsmeer, Bijlmermeer, Haarlemmermeer og Watergraafsmeer.

### Kanalerne
De nuværende primære koncentriske kanaler er fra inderst til yderst: Singel, Herengracht (Herrekanalen), Keizersgracht (Kejserens kanal), Prinsengracht (Prinsens kanal) og yderst Singelgracht.
Amsterdams kanalsystem er det succesfulde resultat af aktiv byplanlægning. I det tidlige 1700-tal, hvor immigrationen var stor, blev der udarbejdet en omfattende plan med fire primærkanaler formet som koncentriske halvcirkler, hvor enderne skulle munde ud i IJ-søen. De tre inderste kanaler omkranser den gamle bymidte og området fra den inderste kanal til den yderste er kendt som "grachtengordel", som var planlagt til beboelsesbygninger. Den fjerde og yderste kanal, den nuværende Nassau/Stadhouderskade, var planlagt til forsvarsformål og styring af vandet. Forsvarsværkerne ved Nassau/Stadhouderskade bestod af en voldgrav og jorddiger med porte ved hovedvejene, men ellers ikke noget teglstensbyggeri.
Det var ligeledes planlagt at grave kanaler imellem de koncentriske hovedkanaler langs radier; at grave et sæt parallelle kanaler i Jordaan-kvarteret (primært til transport af varer); at omdanne den eksisterende inderste kanal (Singel) fra forsvarsformål til beboelsesformål samt at bygge mere end 100 broer.
Udgravningerne bevægede sig fra vest til øst i hele bredden af projektet som en gigantisk vinduesvisker (hvilket historikeren Geert Mak beskriver det) – ikke fra centrum og ud. Byggeri af bygninger i den nordvestlige sektor blev påbegyndt i 1613. Efter 1656, hvor kanalerne i den sydlige sektor havde været færdige et stykke tid, begyndte man ligeledes at opføre bygninger her. Den østlige del af kanalbyggeriet mellem Amstel-floden og IJ-søen blev dog aldrig færdiggjort. I de følgende århundreder blev området brugt til parker, plejehjem, teatre og andre offentlige faciliteter samt til kanaler uden en overordnet plan.

### Det overordnede vejnet
Motorvejsnettet i Holland er designet med Amsterdam som centrum. I 1932 blev det bestemt, at 8 motorveje nummeret fra 1 til 8 alle skulle udgå fra Amsterdam. Forhindringer, som udbruddet af anden verdenskrig og skiftende prioriteter, ledte dog til ændringer, hvormed vejene A1, A2, A4 og A8 nu tager sin begyndelse i Amsterdam, mens resten af de planlagte veje sammenkobles med en af de andre uden for byen. Mellem 1968 og 1974 blev ringvejen A10 åbnet.
Frakørsler på A10 tillader biler at komme ind i centrum ad en af de 18 byveje, der er nummeret s101 til s118. S100 kaldes centrumring og er en mindre ringvej, der omslutter den centrale del af byen.

### Klima
Amsterdam har et moderat tempereret klima, hvor vejrsystemerne er stærkt påvirkede af Amsterdams nærhed til Nordsøen mod vest og dennes fremherskende nordvestenvinde. Vintrene er milde, i gennemsnit over frysepunktet, frostgrader er dog ikke usædvanlige for eksempel i forbindelse med, at østlige og nordøstlige vinde blæser ind fra Centraleuropa, Skandinavien og Rusland. Somrene er lune. Dage med målbart nedbør er almindelige, men alligevel har Amsterdam et gennemsnit på mindre end 760 mm nedbør pr. år. Det meste nedbør falder som støvregn eller let regn. Storme fra vest kan dog medbringe meget regn på en gang, hvilket skaber problemer i byen, idet de store mængder vand skal pumpes til højereliggende landområder eller til havet omkring byen. De store vandområder gør skyede og tågede dage almindelige især i de køligere måneder, oktober til marts.
| Måned      | Jan | Feb | Mar | Apr  | Maj  | Jun  | Jul  | Aug  | Sep  | Okt  | Nov | Dec | År   |
| ---------- | --- | --- | --- | ---- | ---- | ---- | ---- | ---- | ---- | ---- | --- | --- | ---- |
| Gns høj °C | 5,4 | 6,0 | 9,2 | 12,4 | 17,1 | 19,2 | 21,4 | 21,8 | 18,4 | 14,1 | 9,2 | 6,5 | 13,4 |
| Gns lav °C | 0,5 | 0,2 | 2,4 | 4,0  | 7,8  | 10,4 | 12,5 | 12,3 | 10,2 | 7,0  | 3,9 | 1,9 | 6,1  |
| Source:    |     |     |     |      |      |      |      |      |      |      |     |     |      |

## Administration

### Byadministration
Som alle hollandske kommuner ledes Amsterdam af en borgmester, en oldermand og et kommunalråd. I modsætning til de fleste andre hollandske kommuner er Amsterdam underinddelt i 15 stadsdele (bydele), et system der blev indført i 1980'erne for at øge det lokale selvstyre. Bydelene er ansvarlige for mange aktiviteter, der tidligere blev styret fra centralt hold. Fjorten af disse har deres eget folkevalgte byråd. Den femtende, Westpoort, dækker Amsterdam havn og har kun meget få indbyggere og ledes derfor af de centrale kommunale myndigheder. Lokale beslutninger træffes på bydelsniveau og kun beslutninger, der berører hele byen som fx store infrastrukturprojekter, træffes af det centrale byråd.

### Stor-Amsterdam
Stor-Amsterdam er en betegnelse for et større område bestående af flere kommuner. Der benyttes forskellige definitioner på, hvad der er inkluderet i Stor-Amsterdam. Herunder bliver de fire definitioner som anvendes om Stor-Amsterdam-områder specificeret med hensyn til omfang og befolkning.
Grootstedelijke Agglomeratie Amsterdam havde i 2006 en befolkning på 1.021.870. Denne definition inkluderer kun kommunerne Amsterdam, Zaanstad, Wormerland, Oostzaan, Diemen og Amstelveen.
Groot Amsterdam inkluderer 15 kommuner og havde en befolkning på 1.211.503 i 2006.
 Dette er COROP-region 23. Udover Amsterdam er Aalsmeer, Amstelveen, Beemster, Diemen, Edam-Volendam, Graft-De Rijp, Haarlemmermeer, Landsmeer, Oostzaan, Ouder-Amstel, Purmerend, Uithoorn, Waterland og Zeevang.
Stadsregio Amsterdam inkluderer 16 kommuner og havde pr. 1. januar 2004 en befolkning på 1.343.346. Forskellen til Groot Amsterdam er, at den relativt tætbefolkede Zaanstad og Wormerland er inkluderet og Graft-De Rijp ikke er. Hele området har en størrelse på 896,96 km², hvoraf 718,03 km² er land.
Stadsgewest Amsterdam består af den centrale del, dets satellitbyer og det mellemliggende landbrugsareal, som er socio-økonomisk forbundet til Amsterdam. Dette inkluderer udover de ovenfor nævnte kommuner i den centrale del bl.a. kommunerne Abcoude og Almere. Dette område har et areal på 1.896,97 km², hvoraf 1.447,36 km² er land. Pr. 1. januar 2006 havde området et indbyggertal på 2.191.259.
Amsterdam er desuden en del af det sammenhængende område Randstad, der har en befolkning på ca. 7.500.000 og udover Amsterdam bl.a. består af byerne Haag, Rotterdam og Utrecht.

### Nationaladministration
Den nuværende version af den hollandske forfatning nævner kun "Amsterdam" og "hovedstad" ét sted (kapitel 2, paragraf 32): "Kongens kroning finder sted i hovedstaden Amsterdam" ("de hoofdstad Amsterdam"). Tidligere versioner af forfatningen nævnte "byen Amsterdam" ("de stad Amsterdam"), uden at nævne ordet hovedstad. I hvert fald ligger regeringsbygningen, parlamentet og højesteret for Holland i Haag (og har altid gjort, hvis der ses bort fra perioden 1808-1810). Udenlandske ambassader ligger ligeledes i Haag. Selvom Amsterdam er hovedstad for landet, er Amsterdam ikke hovedstad i den provins, Nordholland, hvor den ligger, hvis hovedstad er Haarlem.

## Økonomi
Amsterdam er den finansielle og forretningsmæssige hovedstad i Holland og en af de vigtigste forretningsbyer i Europa. Mange store hollandske virksomheder og banker har deres hovedsæde i Amsterdam, inklusive ABN AMRO, Akzo Nobel, Heineken, ING Groep, Ahold, Delta Lloyd Group og Philips. KPMG Internationals globale hovedkvarter ligger nærved i Amstelveen, ligesom det europæiske hovedkvarter for Cisco Systems.
Selvom mange virksomheder ligger langs de gamle kanaler, er der flere og flere virksomheder, der beslutter at flytte til et nybygget kontortårn udenfor byens centrum. Sydaksen ((nederlandsk/hollandsk) Zuidas) er præget af banker og er tiltænkt at blive det nye forretningsansigt for Holland.
Amsterdams børs (AEX), som er verdens ældste børs, er nu en del af den paneuropæiske børssammenslutning Euronext. Den er stadig en af de vigtigste europæiske børser.

### Indkøb
Amsterdams butikker strækker sig fra stormagasiner som Metz & Co (grundlagt i 1740 på Leidsestraat), Maison de Bonneterie (en parisisk inspireret butik grundlagt i 1889, med indgange ved Kalverstraat og Rokin) og De Bijenkorf (grundlagt i 1870 som en lille butik langs Nieuwendijk som i dag er et imponerende stormagasin på Damrak/Dam Square), til små specialitetsbutikker som Lambiek, en tegneseriebutik og De Bierkoning, en ølbutik med mere end 1.000 forskellige ølmærker på lager.
National Geographic har udråbt Dappermarket som den 8. bedste handelsgade i verden. De mest luksuriøse butikker ligger dog på P.C. Hooftstraat, med forretninger som Chanel, Prada, Gucci, Dolce & Gabbana og Armani.

## Transport

### Transport i byen
Amsterdam er kendt for at være en af de mest cyklistvenlige byer i verden og det skønnes, at der er én million cykler i byen. De fleste hovedfærdselsårer har cykelstier, og der er cykelstativer spredt over hele byen. Cykeltyverier er dog almindelige, hvorfor amsterdammerne bruger solide låse.
I centrum af byen har man også taget et stort hensyn til cyklisterne, og en del gader er ensrettede eller helt lukkede for biler. Ligeledes skal bilisterne betale høje parkeringsafgifter.
Amsterdam har som mange andre storbyer mange biler i centrum, og admistrationen i Amsterdam arbejder på at få færre biler på vejene. Byrådet giver således tilskud til delebiler og carpooling med initiativer som Autodelen og Meerijden.nu.
Offentlig transport i Amsterdam drives af Gemeentelijk Vervoerbedrijf, Connexxion og Arriva og består af busser og sporvogne. Gemeentelijk Vervoerbedrijf driver ligeledes Amsterdams fire metrolinjer. En femte metrolinje (Nord-/Sydlinjen (Noord/Zuidlijn)) er under konstruktion og var planlagt til at være færdig i 2011, men efter diverse forsinkelser forventes den åbnet i 2017. Der er ligeledes flere færgeforbindelser over IJ-bugten, to der er gratis til cykler og fodgængere og to, hvortil der skal købes billet. Til at transportere folk ad Amsterdams vandveje er der ligeledes vandtaxaer, en vandbus og kanalrundfarter.

### Transport ud og ind af byen
Amsterdam betjenes af otte jernbanestationer, der drives af Nederlandse Spoorwegen (De hollandske statsbaner).. De internationale afgange begynder i Amsterdam Centraal. Fra stationen er der regelmæssig afgang til destinationer i Belgien, England, Frankrig, Tyskland og Schweiz. Disse tog drives bl.a. af Nederlandse Spoorwegen, Thalys, Eurostar og InterCityExpress.
Udover togforbindelser til internationale destinationer er det ligeledes muligt at tage bussen, da Eurolines har busruter fra Amsterdam til destinationer over hele Europa.
Amsterdam Schiphol Airport (forkortes "AMS") ligger mindre end 20 minutter med tog fra Amsterdam Central Station. Den er den største lufthavn i Holland, den fjerdestørste i Europa og den tiendestørste i verden. Den betjener omkring 42 mio. passagerer om året og er base for KLM, der siden 2004 har været en del af Air France-KLM. Schiphol er den tredjetravleste lufthavn i verden målt på udenrigsflyvningerne.

## Demografi

### Historisk demografisk udvikling
I det 16. og 17. århundrede var de ikke-hollandske immigranter til Amsterdam for det meste huguenotter, flamlændere, sefardiske jøder og westfaliere. Hugenotterne ankom efter Fontainebleau-ediktet i 1685, de flamske protestanter ankom under Firsårskrigen, og de sefardiske jøder flygtede fra forfølgelse i Spanien og Portugal. Westfalierne kom hovedsageligt til Amsterdam af økonomiske grunde, og de fortsatte med at flytte til Amsterdam de følgende århundreder.
De første masseimmigrationer var af personer fra Hollandsk Ostindien, der kom til Amsterdam i 1950'erne, efter at Ostindien var blevet selvstændigt under navnet Indonesien i 1949. I 1960'erne var det især gæstearbejdere fra bl.a. Tyrkiet, Marokko, Italien og Spanien, der kom til Amsterdam. Efter Surinam blev selvstændigt i 1975, kom der en stor bølge af indvandrere derfra, for det meste til Bijlmermeer-området. Ligeledes kom der immigranter fra det øvrige Europa og Nordamerika.
I 1970'erne og 1980'erne flyttede mange "gamle" amsterdammere til "nye" byer som Almere og Purmerend, efter den tredje Landplanlægningslov blev vedtaget. Loven opfordrede til suburbanisering og gjorde det muligt at skabe såkaldte "groeikernen", direkte oversat "vækstkerner". Unge akademikere og kunstnere flyttede ind i områderne Pijp og Jordaan, som var blevet forladt af dem, der flyttede. De ikke-vestlige immigranter, der kom i denne periode, bosatte sig for det meste i de sociale byggerier i Amsterdam-West og Bijlmermeer.

### Befolkningsudvikling
| Demografisk udvikling af Amsterdam mellem 1300 og 2006 |       |       |        |        |         |         |         |         |         |         |         |
| 1300                                                   | 1400  | 1500  | 1600   | 1675   | 1796    | 1810    | 1850    | 1879    | 1900    | 1930    | 2006    |
| 2017                                                   | 1.000 | 3.000 | 15.000 | 54.000 | 206.000 | 200.600 | 180.000 | 224.000 | 317.000 | 523.577 | 757,000 |

## Uddannelse
Amsterdam har to universiteter: Amsterdam Universitet (Universiteit van Amsterdam) og Vrije Universiteit. Andre højere uddannelsesinstitutioner tæller en kunstskole, De Rietveldacademie, Hogeschool van Amsterdam og Amsterdamse Hogeschool voor de Kunsten. Amsterdams Internationale Institut for socialhistorie er et af verdens største dokumentations- og forskningsinstitutioner omhandlende socialhistorie og specielt arbejderbevægelsens historie.
De fleste grundskoler i Amsterdam er almindelige offentlige skoler, men derudover findes der skoler baseret på bestemte overbevisninger. Nogle af disse skoler baserer deres undervisning på bestemte pædagogiske teorier som Montessoriskolerne, mens andre baserer sig på religion. Tidligere var det næsten udelukkende romerske-katolske og protestantiske skoler, men efter øget muslimsk indvandring er der sket en stigning i antallet af muslimske skoler.

## Kultur
I den sidste halvdel af det 16. århundrede arrangerede Amsterdams Rederijkerskamer (Amsterdam retorikinstittut) konkurrencer mellem forskellige institutter i at oplæse poesi og drama, og i 1638 fik Amsterdam dets første teater (Stadsschouwburg). Denne bygning nedbrændte senere, og den nuværende teaterbygning er fra 1894. Der blev optrådt med ballet så tidligt som 1642/1645 på dette teater. Opera kunne ses i Amsterdam fra 1677, i begyndelsen kun Italienske og franske operaer, men fra det 18. århundrede ligeledes tyske. I det 18. århundrede blev fransk teater populært. I det 19. århundrede var den folkelige kultur centreret omkring området Nes (bl.a. vaudeville og koncerter). Metronomen, en af de vigtigste fremskridt i klassisk europæisk musik blev opfundet her i 1812 af Dietrich Nikolaus Winkel. Ved slutningen af århundredet blev Rijksmuseum og Gemeentelijk Museum bygget, og i 1888 blev det nuværende verdensklassesymfoniorkester Concertgebouworkest etableret i Concertgebouw. Med det 20. århundrede kom film, radio og fjernsyn. De primære fjernsynsstudier er dog beliggende udenfor selve Amsterdam i Hilversum og Aalsmeer. I 1987 var Amsterdam Europæisk kulturhovedstad. Se også Muziekgebouw aan 't IJ.

### Turistattraktioner
Amsterdam er kendt for sine mange museer inklusive Rijksmuseum, Stedelijk Museum og Rembrandt-museet. Van Gogh-museet huser verdens største samling af malerier og tegninger af Vincent van Gogh. Anne Franks hus er ligeledes en populær turistattraktion, og blandt de mest populære turistattraktioner i landet.
Amsterdams botaniske have er grundlagt i de tidlige 1600'ere og er en af verdens ældste botaniske haver med mange gamle og sjældne eksemplarer, heriblandt den kaffeplante, der tjente som stamtræ for hele kaffekulturen i Mellem- og Sydamerika.
Amsterdam er også berømt for sit red-light district, de Wallen i centrum af byen. Vinduesprostitution er lovligt i Holland i visse områder. Centreret omkring de Wallen sælger coffeeshops hash. Det er ikke 100 % lovligt at sælge hash, men det tolereres når mængder på under 5 g. er involveret. Aldersgrænsen for at komme ind på en sådan café er 18 år.
Sydvest for byen ligger verdens største blomsterpark, Keukenhof.

### Sport
I 1928 var Amsterdam vært for sommer-OL. Det olympiske stadium, der blev bygget til lejligheden, er nu renoveret og bruges både til kulturelle arrangementer og til sportsbegivenheder.
Amsterdam er hjemby for fodboldklubben Ajax, der spiller i den bedste hollandske række, æresdivisionen. Klubbens hjemmebane er det moderne stadium Amsterdam ArenA, der ligger i den sydlige del af byen.
Amsterdam er ligeledes hjemby for det berømte isstadion Jaap Eden, der blandt andet bruges til ishockey og hurtigløb på skøjter. Amstel Tijgers spiller på denne bane i den hollandske førstedivision. Der har været afholdt mange internationale konkurrencer på denne bane i speed skating.
Byen har ligeledes et baseballhold, Amsterdam Pirates, der spiller i den hollandske førstedivision. Der er desuden tre hockeyhold: Amsterdam, Pinoké og Hurley, der spiller deres kampe omkring Wagener Stadium. Disse hold regnes ofte for at spille i Amsterdam, men spiller dog alle deres kampe i nabobyen Amstelveen. Der er også et basketballhold, Amsterdam Astronauts, der spiller i den hollandske førstedivision, og som spiller deres kampe i Sporthallen Zuid nær det olympiske stadion.
Siden 1999 har byen Amsterdam æret sine bedste sportsfolk ved Årets sportsmand i Amsterdam. Bokseren Raymond Joval og hockeyspilleren Carole Thate fik de første priser.

## Kendte bysbørn
- Nicolaes Tulp, født Claes Pieterszn. (1593–1674), kirurg og borgmester
- Rembrandt (1606–1669), maler
- Baruch de Spinoza (1632–1677), filosof
- Max Euwe (1901-1981), skakstormester
- Anne Frank (1929-1945), dagbogsforfatter og holocaustoffer
- Johan Cruyff (1947-2016), fodboldspiller
- André Hazes (1951–2004), sanger
- Eddie Van Halen
- Dennis Bergkamp (1969), fodboldspiller
- Ruud Gullit (1962), fodboldspiller